# Emiliano Morales
Emiliano Morales Muñoz, (nacido el 03 de abril de 1976 en Alcázar de San Juan, Ciudad Real) es un exjugador de baloncesto español. Con 2.01 de estatura, su puesto natural en la cancha era el de ala-pívot.

## Trayectoria
- 1993-1994 High School. South Spencer
- 1994-1997 Universidad de Evansville.
- 1997-1999 Cáceres CB.
- 1999-2000 Basket Barcellona.
- 2000-2001 Bipop Carire Reggio Emilia.
- 2001-2004 AD Ovarense Ovar.
- 2004-2005 Oliveirense
- 2005-2006 Porto
- 2006-2007 Gandía Basket Athletic
- 2007-2008 Hanzevast Capitals